# Tabernanthe
Genre
Classification phylogénétique
Le genre Tabernanthe comprend 7 espèces de plantes à fleurs originaires d'Afrique tropicale.
Parmi celles-ci, la plus connue est Tabernanthe iboga ou Iboga qui fait l'objet d'un usage rituel.

## Quelques espèces
- Tabernanthe iboga - Iboga
- Tabernanthe manaii

## Législation
Dans certains pays, comme la France depuis mars 2007, ces plantes sont  classées comme stupéfiants du fait de la présence d'ibogaïne. Leur détention, culture ou consommation y sont donc interdites.